# Battenans-les-Mines
Battenans-les-Mines är en kommun i departementet Doubs i regionen Bourgogne-Franche-Comté i östra Frankrike. Kommunen ligger i kantonen Marchaux som tillhör arrondissementet Besançon. År 2022 hade Battenans-les-Mines 42 invånare.

## Befolkningsutveckling
Antalet invånare i kommunen Battenans-les-Mines
Referens:INSEE